# Округ Раут (Колорадо)
Раут (енгл. Routt County) је округ у америчкој савезној држави Колорадо. По попису из 2010. године број становника је 23.509. Седиште округа је град Стимбот Спрингс.

## Демографија
Према попису становништва из 2010. у округу је живело 23.509 становника, што је 3.819 (19,4%) становника више него 2000. године.
| Група             | 2000.          | 2010.          |
| Белци             | 18.662 (94,8%) | 21.310 (90,6%) |
| Афроамериканци    | 25 (0,1%)      | 99 (0,4%)      |
| Азијати           | 76 (0,4%)      | 150 (0,6%)     |
| Хиспаноамериканци | 634 (3,2%)     | 1.600 (6,8%)   |
| Укупно            | 19.690         | 23.509         |